# صوفي شارلوت دوقة بافاريا
صوفي شارلوت دوقة بافاريا (بالألمانية: Sophie Charlotte Auguste in Bayern) (23 فبراير 1847 - 4 مايو 1897) حفيدة لويس فيليب الأول وشقيقة إليزابيث إمبراطورة النمسا.